# Daniel Schäffner

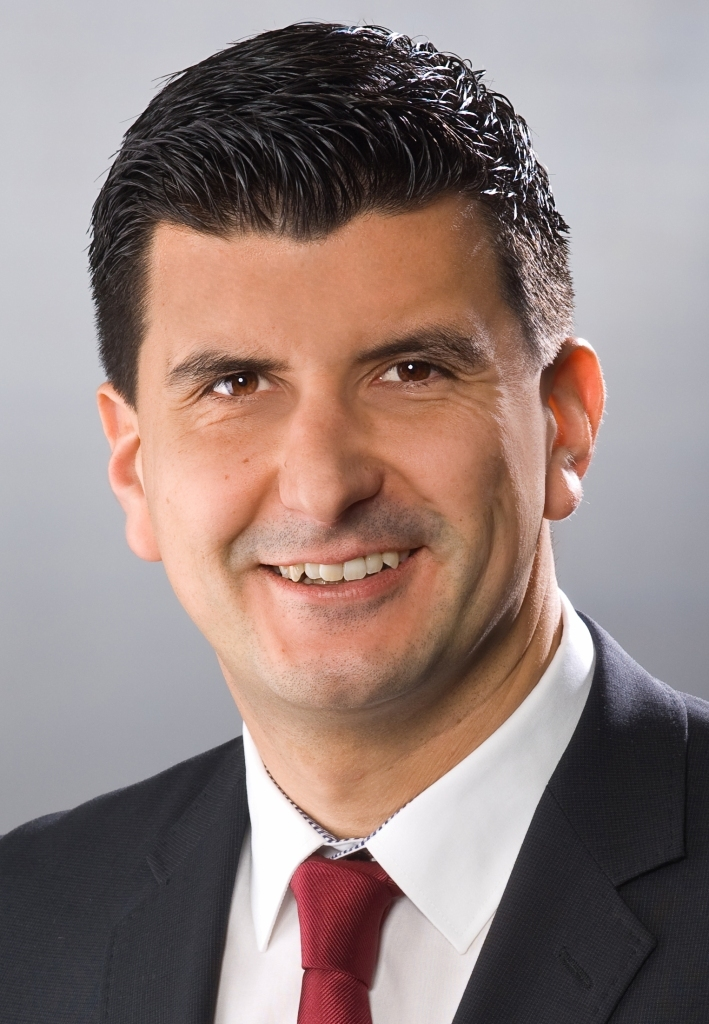
Daniel Schäffner

Daniel Matthias Schäffner (* 10. September 1981 in Kaiserslautern) ist ein deutscher Politiker (SPD) und Mitglied des Landtages von Rheinland-Pfalz. Daniel Schäffner wohnt in Mackenbach.
Nach dem Abitur 2001 am Burggymnasium in Kaiserslautern und anschließendem Zivildienst absolvierte Schäffner ein Studium an der Dualen Hochschule Mannheim, das er 2005 als Diplom-Betriebswirt (BA) abschloss. Von Oktober 2005 bis März 2006 war Schäffner bei der Stadt Kaiserslautern beschäftigt und von April 2006 bis Februar 2014 im Fachbereich Finanzen der Kreisverwaltung Kaiserslautern.

## Politik
Daniel Schäffner ist seit 1998 Mitglied der SPD. Er ist stellvertretender Vorsitzender des SPD-Gemeindeverbands Weilerbach. Seit 2017 fungiert er als Vorsitzender beim SPD-Unterbezirk Kaiserslautern und beim SPD-Ortsverein Mackenbach.
Von 2009 bis 2019 war er Mitglied des Ortsgemeinderats Mackenbach, 2014 wurde er in seiner Heimatgemeinde zum Beigeordneten gewählt. Ebenfalls seit 2014 ist er Mitglied des Verbandsgemeinderats Weilerbach und dort Vorsitzender der SPD-Fraktion. Dem Kreistag des Landkreises Kaiserslautern gehört Schäffner auch seit 2014 an. Seit 2019 ist er Ortsbürgermeister von Mackenbach.
Seit dem 18. Februar 2014 ist Schäffner als Nachfolger für Margit Mohr Mitglied des 16. Landtages von Rheinland-Pfalz. Er vertritt dort den Wahlkreis 46 (Kaiserslautern-Land). Daniel Schäffner ist Mitglied folgender Ausschüsse:  Ausschuss für Digitale Infrastruktur, Digitalisierung und Medien, Ausschuss für Wirtschaft und Verkehr. Darüber hinaus ist Schäffner auch Mitglied der Datenschutzkommission und seit 2020 deren Vorsitzender sowie Mitglied des LDI-Beirats. Seit Mai 2016 ist Schäffner medienpolitischer Sprecher und seit Mai 2021 auch datenschutzpolitischer Sprecher der SPD-Landtagsfraktion. 2014 wurde er zudem als Mitglied in die Versammlung der Medienanstalt Rheinland-Pfalz berufen.